# Municipio de Eden (condado de Pipestone)
El municipio de Eden (en inglés: Eden Township) es un municipio ubicado en el condado de Pipestone en el estado estadounidense de Minnesota. En el año 2010 tenía una población de 278 habitantes y una densidad poblacional de 2,49 personas por km².

## Geografía
El municipio de Eden se encuentra ubicado en las coordenadas 43°53′45″N 96°22′28″O / 43.89583, -96.37444. Según la Oficina del Censo de los Estados Unidos, el municipio tiene una superficie total de 111.44 km², de la cual 110,83 km² corresponden a tierra firme y (0,55 %) 0,61 km² es agua.

## Demografía
Según el censo de 2010, había 278 personas residiendo en el municipio de Eden. La densidad de población era de 2,49 hab./km². De los 278 habitantes, el municipio de Eden estaba compuesto por el 96,4 % blancos, el 0,36 % eran afroamericanos, el 2,52 % eran de otras razas y el 0,72 % eran de una mezcla de razas. Del total de la población el 3,6 % eran hispanos o latinos de cualquier raza.